# Zbyczyce
Zbyczyce, od 2002 część Lelowa, dawniej samodzielna wieś i gromada. Rozpościera się wzdłuż ulicy Żwirkowskiego, po lewej stronie Białki. Drogą, która prowadzi przez nią, można dojechać do Białej Wielkiej.
W 1595 roku wieś Zbyczyce położona w powiecie lelowskim województwa krakowskiego była własnością miasta Lelowa. 
4 września 1939 po wycofaniu się Wojska Polskiego z terenu wsi, wkroczyły do niej oddziały Wehrmachtu i spacyfikowały wieś. Zamordowano 12 osób a wiele wywieziono do więzienia w Częstochowie (8 osób zostało zidentyfikowanych). Spalono około 50 zabudowań.
1 stycznia 2002 włączone do Lelowa.